# Recerca, desenvolupament i innovació

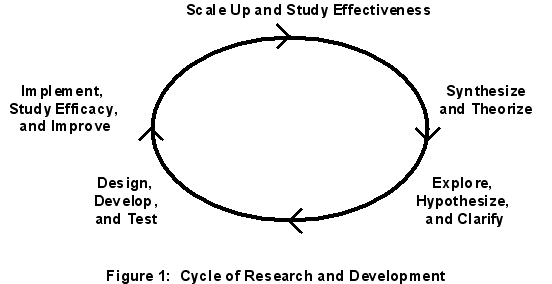
cicle de Deming aplicat a la recerca i desenvolupament: síntesi i teoria / explorar, plantejar hipòtesis i aclarir / Disseny, desenvolupament i prova / Implementació, estudi d'eficàcia i millora / Augment progressiu i estudi d'eficàcia

Recerca, desenvolupament (habitualment indicat per l'expressió R+D) és un concepte d'aparició recent, en el context dels estudis de ciència, tecnologia i societat; com a superació de l'anterior concepte de Recerca i desenvolupament (R+D). És el cor de les tecnologies, de la informació i comunicació.
Mentre que el de desenvolupament és un terme provinent del món de l'economia, els de recerca i innovació provenen respectivament del món de la ciència i la tecnologia, i la seva dinàmica relació es troba en el context de la diferenciació entre ciència pura i ciència aplicada; qualsevol d'ells és de complexa definició. Esko Aho defineix provocativament investigació com invertir diners per obtenir coneixement, mentre que innovació seria invertir coneixement per obtenir diners, la qual cosa expressa molt bé el fenomen de retroalimentació que es produeix amb una estratègia reeixida d'R+D.
El nivell d'activitat d'R+D en un país es pot calcular mitjançant la proporció entre la despesa en R+D i el producte interior brut (PIB), desglossant la despesa en despesa pública i despesa privada.
Tots els països procuren, en la mesura de les seves possibilitats, potenciar les activitats lligades a l'R+D a través de polítiques de suport (subvencions, deduccions, préstecs bonificats i unes altres), puix un alt nivell d'R+D implica una major fortalesa dels productes o els processos que es diferencien positivament de la seva competència econòmica. A més, moltes de les activitats són potencialment generadores d'avanços socials en forma de qualitat de vida, millora del medi ambient, la salut, etc. Per donar suport a aquestes activitats s'han desenvolupat un conjunt de normes UNE: la sèrie UNE 166000, que inclou la Norma UNE 166001, dirigida als projectes d'R+D, la Norma UNE 166002 sobre requisits del sistema de gestió de l'R+D i la norma UNE 166006 relativa a requisits sobre el sistema de vigilància tecnològica.